# Kenta Hasegawa
Kenta Hasegawa (jap. 長谷川健太 Hasegawa Kenta; ur. 25 września 1965 w Shimizu-ku) – były japoński piłkarz, reprezentant kraju grający na pozycji napastnika. Obecnie trener.

## Kariera klubowa
Kenta Hasegawa zawodową karierę piłkarską rozpoczął w 1988 roku w klubie Nissan Motors. Z Nissan Motors dwukrotnie zdobył mistrzostwo Japonii w 1989 i 1990, trzykrotnie Puchar Cesarza w 1988, 1989, 1991. W latach 1992–1999 był zawodnikiem klubu Shimizu S-Pulse. W J. League rozegrał 207 meczów, w których strzelił 45 bramek.

## Kariera reprezentacyjna
Hasegawa występował w reprezentacji Japonii w latach 1989-1995. W 1989 uczestniczył w eliminacjach Mistrzostw Świata 1990.
W 1993 uczestniczył w eliminacjach Mistrzostw Świata 1994. W 1995 roku uczestniczył w drugiej edycji Pucharu Konfederacji. Na turnieju w Arabii Saudyjskiej był rezerwowym i nie wystąpił w żadnym meczu. Ogółem w reprezentacji rozegrał 27 spotkań, w których strzelił 4 bramki.

## Statystyki
| Reprezentacja Japonii | Reprezentacja Japonii | Reprezentacja Japonii |
| Rok                   | Mecze                 | Gole                  |
| --------------------- | --------------------- | --------------------- |
| 1989                  | 11                    | 2                     |
| 1990                  | 6                     | 1                     |
| 1991                  | 0                     | 0                     |
| 1992                  | 0                     | 0                     |
| 1993                  | 5                     | 0                     |
| 1994                  | 2                     | 0                     |
| 1995                  | 3                     | 1                     |
| 27                    | 4                     |                       |

## Kariera trenerska
Po zakończeniu kariery piłkarskiej Hasegawa został trenerem. W latach 2005–2010 prowadził Shimizu S-Pulse.